# Jeffrey Mace
Jeffrey Solomon "Jeff" Mace, también conocido como el Patriota y el Capitán América, es un personaje ficticio, un superhéroe que aparece en los cómics americanos publicados por Marvel Comics. El personaje fue creado durante la década de 1940, un fanes de época y los historiadores lo llaman la Edad de Oro de los cómics. A medida que el Patriota, que apareció por primera vez en La Antorcha Humana # 4 (primavera de 1941), publicado por precursor de 1940 de Marvel, Timely Comics.
En 1976, Marvel reveló a través de la continuidad retroactiva que Mace se había convertido en el tercer Capitán América, algún tiempo después de sus aventuras, era de la Segunda Guerra Mundial. Él es también el tío, por el matrimonio de Thunderbolt Ross.
El personaje ha sido adaptado en el Universo cinematográfico de Marvel de Agents of S.H.I.E.L.D., interpretado por Jason O'Mara.

## Historial de publicaciones
El superhéroe Patriot debutó en The Human Torch # 4 (fecha de portada de la primavera de 1941, numerado # 3 en la portada), con una historia de texto de dos páginas del escritor Ray Gill, con una ilustración del artista Bill Everett, y una historia de cómics de 10 páginas del escritor Gill y el artista George Mandel. El personaje apareció en el primero de dos números de la Antorcha Humana, ambos inadvertidamente numerados # 5 y conocidos por los coleccionistas como # 5 [a] (Verano de 1941), en una historia de Gill y el artista Sid Greene . Al mismo tiempo, el Patriot comenzó como característica habitual en la antología de superhéroes Marvel Mystery Comics, apareciendo en los números # 21-44 (julio de 1941 - junio de 1943) y # 49 -74 (noviembre de 1943 - julio de 1946), convirtiéndolo en uno de los personajes más populares de Timely en el segundo nivel debajo de las estrellas Capitán América , la Antorcha Humana, y el Submarino . La historia de Patriot "Death Stalks the Shipyard", de Marvel Mystery Comics # 29, se reimprimió durante la Edad de Plata de los cómics en Marvel Super-Heroes # 16 (Sept. 1968).
Un simulacro del Patriota fue creado temporalmente de la mente de Rick Jones, junto con los de Blazing Skull, The Fin y Golden Age Angel y Visión, para ayudar al equipo de superhéroes, Los Vengadores durante la Guerra Kree-Skrull.
El Patriota apareció por primera vez en los tiempos modernos en una historia de flashback de cuatro partes que atraviesa The Invaders # 5-6 (marzo y mayo de 1976) y Marvel Premiere # 29-30 (abril y junio de 1976), ambientada durante la Segunda Guerra Mundial que lo retconned como miembro de un equipo de superhéroes recién creado, Legión de la Libertad. Ese equipo apareció más tarde junto a la Mole, miembro de los Cuatro Fantásticos, en una historia sobre dos viajes en el tiempo, ambientada durante la Segunda Guerra Mundial, en Marvel Two-in-One # 20 (octubre de 1976) y Marvel Two-in-One Annual (1976).
Cuando Marvel Comics había revivido al personaje Capitán América en 1964, la historia explicaba que había estado desaparecido en acción y en animación suspendida desde 1945. Esta discrepancia con sus apariciones en cómics de posguerra fue explicada más tarde como el resultado de héroes de reemplazo tomando el manto. Como el tercer Capitán América, Jeffrey Mace habría estado detrás de la máscara en Captain America Comics # 59-75 (noviembre de 1946 - febrero de 1950) y otros cómics durante ese período. Mace sucedió al segundo Capitán América, William Naslund (antes el Espíritu del '76), quien se mostró en What If ? vol. 1, # 4 (agosto de 1977) como muerto en 1946.
Mace apareció brevemente en un flashback en Captain America # 215 (noviembre de 1977), luego como estrella invitada en el Capitán América Annual # 6 (1982) con su muerte representada en # 285 (septiembre de 1983). En un flashback, Patriota coprotagonizó una aventura de la Segunda Guerra Mundial con el Capitán América en el Capitán América Annual # 13 (1994) y en una aventura de posguerra con All Winners Squad en All Winners Squad 70th Anniversary Special (2009).
Una narración del origen y el tiempo de Jeffrey Mace como Capitán América en la miniserie de 2010 Capitán América: Patriota. Esto fue recolectado con el Especial del 70.º Aniversario de All Winners Squad y ¿Qué pasa si? # 4 en 2011. ¿Qué pasaría si? # 4 también se recolectó ese mismo año en un volumen de Captain America Legacy recolectando los debuts de los reemplazos de Capitán América.

## Historia
Jeffrey Mace nació en Brooklyn, Nueva York. Fue reportero en el Daily Bugle, que se inspiró para convertirse en un superhéroe después de ver al Capitán América en acción. A medida que el Patriota, Mace se convierte en uno de los varios superhéroes que luchan contra nazis saboteadores y supervillanos durante la Segunda Guerra Mundial, a veces junto a su compañera, Mary Morgan, también conocida como Miss Patriota. Él ayuda a encontrar al equipo de superhéroes conocido como Legión de la Libertad, considerado como el "frente interno de héroes de América" que luchan contra saboteadores, quintacolumnistas y otras amenazas de guerra dentro de los Estados Unidos.
Después de la guerra, el Patriota continúa luchando contra la delincuencia de manera regular, con el tiempo, ayudando al Escuadrón de Todos los Ganadores para prevenir el asesinato de un joven senador, John Fitzgerald Kennedy en 1946. La escaramuza cuesta la vida del segundo Capitán América, William Naslund anteriormente de espíritu del 76. Mace es reclutado para ser el tercer Capitán América, que se retira en 1949. Se casa con Betsy Ross como la superheroína Golden Girl, que había sido brevemente la compañera de posguerra de su Capitán América, y en los tiempos modernos, sucumbe al cáncer en una vejez.

## Poderes y habilidades
Jeffrey Mace no tenía superpoderes, pero él era un atleta excepcional, un excelente combatiente de cuerpo a cuerpo y un piloto con licencia. Como Capitán América, llevaba un escudo, similar al ser utilizada por sus predecesores, que estaba hecha de titanio mejorado.

## Recepción
En American Comic Book Chronicles: 1940-1944, Kurt Mitchell y Roy Thomas llaman al Patriota "un barato Capitán América con una extraña habilidad para tropezar con las conspiraciones del Eje. Aunque Arthur "Art" Gates y Sidney "Sid" Greene hicieron todo lo posible para replicar las frenéticas escenas de lucha de Jack Kirby, la función no tenía el carisma de su inspiración".

## En otros medios

### Televisión
- Jeffrey Mace aparece en la cuarta temporada de Agents of S.H.I.E.L.D., interpretado por Jason O'Mara.[10] Esta versión es un ex-periodista que sobrevivió al ataque de Helmut Zemo a las Naciones Unidas durante los eventos de la película Capitán América: Civil War. Debutando en el episodio "Conozcan al nuevo jefe", se le presenta como el nuevo director de S.H.I.E.L.D.[11] Aunque cree que es un Inhumano, con superfuerza y durabilidad mejorada, Mace en realidad está potenciado por un suero derivado de la fórmula de Calvin Zabo, como parte del "Proyecto Patriota". Si bien se eliminaron la mayoría de los efectos secundarios negativos, ejerce una presión significativa sobre la fisiología de Mace.[12][13] En el episodio "El Patriota", cuando su secreto se descubrió, iba a renunciar como director, cuando Phil Coulson le dice que S.H.I.E.L.D. lo necesita más a cambio de que Coulson será el director desde las sombras. En el episodio "BOOM", Mace es capturado al final por los Watchdogs junto al Superior Anton Ivanov, en "El Hombre detrás del escudo", es rescatado por Coulson y Mack, hasta que él y los otros son reemplazados por LMDs de Aida. En "Autocontrol", es puesto en la Infraestructura creada por Holden Radcliffe y en "Identidad y cambio", mientras vive en una realidad virtual llamada "Framework", la historia personal de Mace se reescribe para "corregir" su arrepentimiento más potente, lo que resulta en que se convierta en un Inhumano real que se unió y luego tomó el mando de la resistencia de S.H.I.E.L.D. y la dirige con éxito contra HYDRA. En el episodio, "Sin arrepentimientos", Mace se sacrifica dentro del Framework para salvar al equipo de Phil Coulson y a los Inhumanos de un ataque de HYDRA, que también causó la muerte de su cuerpo en el mundo real.
  - Jason O'Mara retoma su papel como Jeffrey Mace en una de seis partes digitales de la serie titulada, Agents of S.H.I.E.L.D.: Slingshot.[14] En esta serie digital, actúa el prólogo antes de Agents de SHIELD: temporada 4.[15]